# Siete años
Siete años es el primer álbum recopilatorio del cantautor argentino León Gieco. Fue lanzado en el año 1980 por el sello Sazam Records y producido por Oscar López. Incluye cuatro temas inéditos y recopila la música producido entre 1972 y 1979. Esta recopilación, en tanto, sirve para apreciar la grabación de estudio de “Canción de amor para Francisca” (que había sido censurada en El fantasma de Canterville e incluida en vivo en el álbum IV LP), una emotiva versión en vivo de “La colina de la vida” en Obras, una versión diferente de “La Navidad de Luis”, nunca antes incluida en un álbum y en las primeras copias editadas en vinilo y casete la versión censurada en 1976 de "El fantasma de Canterville" por PorSuiGieco, la cual en reediciones posteriores fue cambiada por la versión solista de León Gieco, pero cuya mención permaneció en la tapa de todos modos. León edita esta recopilación de sus primeros trabajos cuando vuelve de vivir por unos años en Estados Unidos debido a la dictadura militar que había en Argentina. Inesperadamente el álbum resultó ser un éxito absoluto, siendo uno de los más vendidos en la carrera de Gieco.

## Lista de canciones
Todas las canciones escritas y compuestas por León Gieco, excepto donde se indica. Las canciones poseen un orden diferente en las posteriores reediciones en casete y CD. 
| Lado A |                                              |                            |          |  |
| N.º    | Título                                       | Álbum                      | Duración |  |
| 1.     | «Sólo le pido a Dios (en vivo)»              | IV LP                      | 4:33     |  |
| 2.     | «Canción de amor para Francisca»             | Inédita                    | 3:18     |  |
| 3.     | «El fantasma de Canterville» (Charly García) | El fantasma de Canterville | 3:48     |  |
| 4.     | «Quizás le dancen los cuervos»               | Inédita                    | 3:04     |  |
| 5.     | «El que pierde la inocencia»                 | Inédita                    | 2:34     |  |

| Lado B |                                  |                               |          |  |
| N.º    | Título                           | Álbum                         | Duración |  |
| 6.     | «La colina de la vida (en vivo)» | Porsuigieco                   | 4:46     |  |
| 7.     | «Cachito, campeón de Corrientes» | IV LP                         | 3:48     |  |
| 8.     | «Si ves a mi padre»              | La banda de caballos cansados | 3:08     |  |
| 9.     | «En el país de la libertad»      | León Gieco                    | 3:09     |  |
| 10.    | «La Navidad de Luis»             | Inédita                       | 2:59     |  |
| 35:33  |                                  |                               |          |  |

## Personal
| Sólo le pido a Dios - Letra y música: León Gieco. - Grabado en vivo en Obras Sanitarias en 1979. - Grabación: Carlos García y Luis Perrusi. - Mezcla: Amilcar Gilabert y Osqui Amante. Canción de amor para Francisca - Letra y música: León Gieco. - Grabado en Phonalex en 1975 (4 canales). - Charly García: teclados. - Oscar Moro: batería. - Alfredo Toth: bajo y voz. - Nito Mestre: voz. - León Gieco: voz y guitarra acústica. - Rodolfo Gorosito: guitarra eléctrica. El fantasma de Canterville - Letra y música: Charly García. - Grabado en Phonalex en 1975 (4 canales). - Nito Mestre: voz. - Gonzalo Farrugia: batería. - S.L. Fernández: bajo. - Pino Marrone: guitarra y voz. - León Gieco: voz. Quizás le dancen los cuervos - Letra y música: León Gieco. - Grabado en Phonalex en 1975 (4 canales). - Gustavo Santaolalla: charango. - Nito Mestre: flauta. - Charly García: teclados. - León Gieco: voz y guitarra. El que pierde la inocencia - Letra y música: León Gieco. - Grabado en Estudio Edipo por Amilcar Gilabert. - Antonio Tarragó Ros: acordeón. - León Gieco: guitarra y voces. - Mezcla: Amilcar Gilabert y Osqui Amante. | La colina de la vida - Letra y música: León Gieco. - Grabado en vivo en Obras Sanitarias con Nito Mestre (1974). - Grabación: Carlos García y Luis Perrusi. - Mezcla: Amilcar Gilabert y Osqui Amante. - Estudio: Edipo. Cachito, campeón de Corrientes - Letra y música: León Gieco. - Dino Saluzzi: bandoneón. - León Gieco: guitarra y voz. - Osqui Amante: guitarra y voz. - Willy Campin: voz. Si ves a mi padre - Letra y música: León Gieco. - Grabado en 2 canales en SCS de José R. Netto en 1974. - Vicente Buzzo: batería. - Rubén Batán: bajo y voz. - Rodolfo Gorosito: guitarra. - León Gieco: voz, armónica y guitarra. En el país de la libertad - Letra y música: León Gieco. - Grabado en 2 canales en SCS de José R. Netto en 1972. - Gustavo Santaolalla: guitarra, voz y producción musical. - Guillermo Bordarampe: bajo. - Vicente Buzzo: batería. - León Gieco: guitarra, voz y armónica. - Miguel y Eugenio: coros. La navidad de Luis - Letra y música: León Gieco. - Grabado en 1973 en MH. - Rubén Batán: bajo y voz. - Rodolfo Gorosito: guitarra. - Vicente Buzzo: batería. - León Gieco: guitarra, armónica y voz. |

## Ficha técnica
- Producción ejecutiva: Oscar López.
- Coordinación: León Gieco.
- Arte: Hugo Trípodi.
- Fotografía: Rubén Andón.